# 総社 (津山市)
総社（そうじゃ）は岡山県津山市にある地名。郵便番号は708-0007。

## 地理
津山市の中央部、西苫田地区の西端に位置する。北方には小原、南方には小田中、東方には山北、西方には下田邑がそれぞれ接している。西部には美作総社宮が所在しており、本殿は国指定の重要文化財に指定されている。

## 歴史

### 沿革
- 1889年6月1日 - 町村制施行に伴い、西北条郡総社村が同郡小田中村、小原村、上河原村、山北村と合併し、西苫田村となる。総社村は大字総社となる。
- 1900年4月1日 - 西北条郡が西西条郡、東南条郡、東北条郡と合併し、苫田郡となる。
- 1929年2月11日 - 西苫田村が津山町などと合併し、津山市となる。

## 世帯数と人口
2021年（令和3年）1月1日現在の世帯数と人口は以下の通りである。
| 町丁 | 世帯数  | 人口    |
| ---- | ------- | ------- |
| 総社 | 671世帯 | 1,391人 |

## 小・中学校の学区
市立小・中学校に通う場合、学区は以下の通りとなる。
| 番地 | 小学校           | 中学校             |
| ---- | ---------------- | ------------------ |
| 全域 | 津山市立北小学校 | 津山市立鶴山中学校 |

## 施設
公共
- 神楽尾公園
  - 神楽尾公園交通広場管理事務所
- 椿寿荘

寺社
- 美作総社宮

郵便局
- 津山総社簡易郵便局

## 交通

### 道路
- 岡山県道68号津山加茂線